# Сименс, Вернер фон
Эрнст Ве́рнер фон Си́менс (нем. Werner von Siemens, более точный вариант транскрипции фамилии: Зи́менс; 13 декабря 1816 года, Герден, близ Ганновера, Нижняя Саксония, Германия — 6 декабря 1892 года, Шарлоттенбург, Германская империя) — немецкий инженер, изобретатель, член-корреспондент СПбАН, промышленник, основатель фирмы Siemens, общественный и политический деятель.

## Биография

### Происхождение
Вернер Сименс родился 13 декабря 1816 года в Лерте близ Ганновера. Он был 4 ребёнком из 14 в семье фермера Христиана-Фердинанда Сименса и его супруги.
Окончив с отличием гимназию «Катаринеум» в Любеке, затем артиллерийское инженерное училище в Магдебурге, он в звании лейтенанта служит в артиллерийских мастерских в Берлине, где занимается изобретательством и научными опытами.
После смерти родителей 24-летний Вернер остаётся старшим в семье, состоящей из десяти братьев и сестёр.
В 1845 году он становится одним из наиболее заметных молодых учёных в недавно образованном Физическом обществе и уже в следующем году его откомандировывают в комиссию генштаба для подготовки внедрения электротелеграфии. В письме от 14 декабря 1846 года Вернер Сименс сообщает родственникам: «Я теперь почти решился избрать постоянное поприще в телеграфии… Телеграфия станет самостоятельной важной отраслью техники, и я чувствую себя призванным сыграть в ней роль организатора».

### Профессиональная деятельность
1 октября 1847 года Сименсом и механиком Гальске была основана телеграфно-строительная фирма Telegraphenbauanstalt Siemens & Halske (S&H), занимающаяся электротелеграфом, работами в области точной механики и оптики, а также созданием электромедицинских аппаратов. В 1849 году фирмой S&H построена первая в Германии телеграфная линия Берлин — Франкфурт-на-Майне.
Для одного из участков в основном воздушной линии был использован подземный кабель с гуттаперчевой изоляцией, наложенной с помощью изобретенного Сименсом пресса. Тогда же Вернер предложил затягивать кабель в свинцовые трубы.
Сименс усовершенствовал стрелочный телеграф Уитстона—Кука, за что на Первой Международной промышленной выставке в Англии (1851) был удостоен одной из высших наград.
Доклад Сименса об электротелеграфии в Парижской академии наук был высоко оценён Гумбольдтом и опубликован по рекомендации Араго. В возрасте 35 лет Сименс вошёл в ряды всемирно признанных авторитетов в области электротехники. В 1860 году Берлинский университет присвоил ему звание почётного доктора философии.
Ко второй половине 1860-х годов относится начало работ Сименса в области сильноточной электротехники. Его самое значительное достижение в этой области датируется 1867 годом, когда он создал совершенную конструкцию генератора постоянного тока с самовозбуждением, долгое время именовавшуюся динамо-машиной. Он же предложил ртутную единицу сопротивления, впоследствии преобразованную в ом, а единице электрической проводимости было присвоено наименование «сименс».

В июле 1874 года Сименс был принят в члены Прусской академии наук.

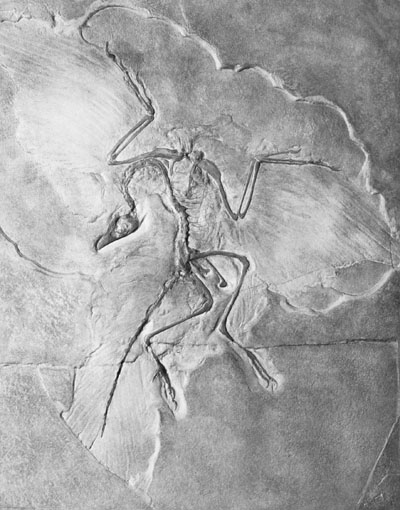
Археоптерикс Archaeopteryx Siemensii, фотография 1877 года.

В 1877 году в сланцах, относящихся к позднему юрскому периоду, была обнаружена единственная в своём роде прекрасно сохранившаяся окаменелость какой-то ископаемой птицы. Нашедший эту палеонтологическую редкость геолог-любитель намеревался продать её за границу, запросив за неё крупную сумму денег. Услышав об этой редчайшей находке, Сименс сразу же покупает её, оставляя таким образом, в Германии. Позднее он передаёт её Берлинскому музею естествознания. Научное название раритета Archaeopteryx Simensii (Археоптерикс Сименса) до настоящего времени напоминает нам об этом замечательном поступке Вернера Сименса.
Почти всеми успехами предприятия Сименса обязаны исследовательским и изобретательским способностям своего руководителя. Он отклонял всё, что не было всесторонне рассмотрено теоретически и подтверждено экспериментом.
Динамо-машина Сименса произвела настоящую революцию в горном деле, появились электроотбойный молоток, шахтный электровентилятор, электротранспортёр и электрическая рудничная дорога.
Сименс инициатор образования Берлинского электротехнического союза (1879), а также основатель и председатель Общества патентов в Берлине.
Ввёл в обиход термин электротехника, именно Вернер фон Сименс, употребив его в 1879 году в письме к Генриху фон Стефану, Генеральному Почтмейстеру Германии (до этого использовали термин «прикладная теория электричества»).
Вернер Сименс известен как меценат в области науки и культуры: он пожертвовал 500 тысяч марок на создание Берлинской национальной физико-технической лаборатории; благодаря его усилиям и денежной поддержке в Шарлоттенбурге открылся Физико-технический институт.
На Первой Международной электротехнической выставке в Париже в 1881 году наибольший успех выпал на долю экспонатов Эдисона и Сименса. Там же оба корифея электротехники познакомились и подружились.
В 1882 году был избран членом-корреспондентом Петербургской академии наук. В 1888 году Вернер Сименс возведён в дворянское сословие и стал Вернером фон Сименсом.
С 1889 года Вернер Сименс начал постепенно отходить от активного участия в делах фирмы, в это время в его фирме, включая дочерние предприятия в Лондоне, Санкт-Петербурге и Вене, насчитывалось уже 5000 сотрудников. 31 декабря 1889 года Сименс вышел из руководства фирмой.
В 1892 году он изобрёл стальную ленточную броню для защиты подземных кабелей от механических воздействий.
В конце жизни Сименс указал на перспективу мировой торговли и экономического объединения Европы: «Это может произойти только благодаря устранению по возможности всех внутриполитических таможенных барьеров, ограничивающих районы сбыта, удорожающих производство и уменьшающих конкурентоспособность на мировом рынке».

## Память

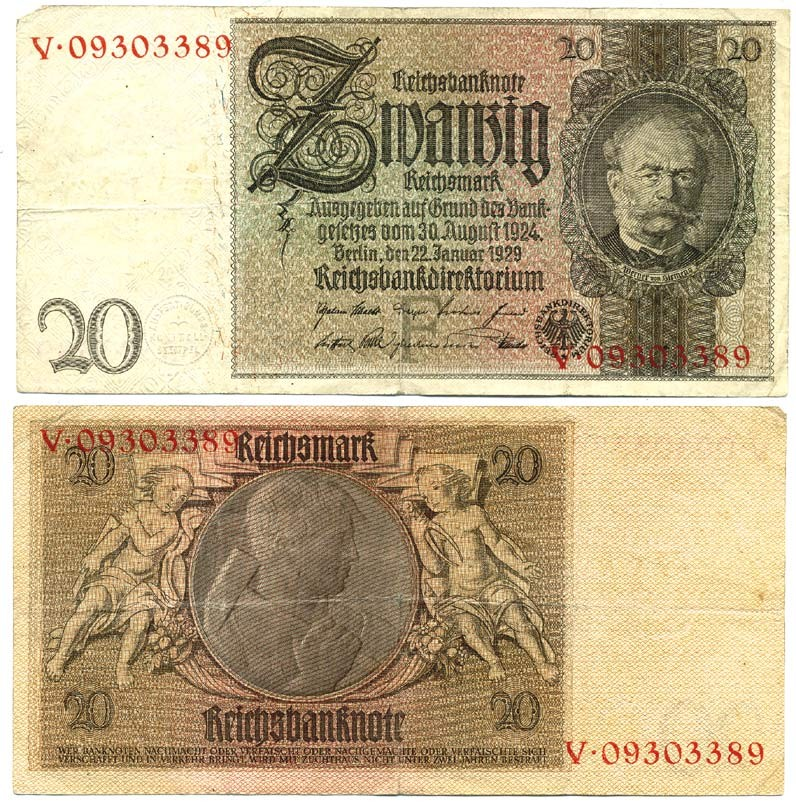
20 рейхсмарок 1929 года

- Вернер фон Сименс изображён на банкноте в 20 рейхсмарок 1929 года.